# 일본우선
일본우선주식회사 (일본어: 日本郵船株式会社, にっぽんゆうせん)는 일본의 3대 해운회사의 하나로, 미쓰비시 상사와 함께 미쓰비시 재벌의 원류 기업이다. 영문명은 Nippon Yusen Kaisha 동시에 NYK Line이라고도 쓰기도 한다. 국제적으로는 NYK로 알려져 있다. 참고로 일본우선주식회사는 일본 우정 그룹과는 관계가 없다.
일본우선은 컨테이너선 , 탱커 , 벌크 및 우드칩 운반선, 롤온/롤오프 자동차 운반선, 냉동선, LNG 운반선 및 유람선을 포함하여 약 800척의 선박을 보유하고 있다. 현재는 Ocean Network Express(ONE)의 회원이다.

## 개요
일본 국내, 해외를 합쳐 350개 이상의 도시의 항구에 383척의 선박을 운영하고 있음, 운항 선박 수, 연결 매출로는 일본 1위이며, 결산순이익으로는 상선 미쓰이에 이어 2위이다. 2006년 2월, 머스크 라인사가 세계 제3위의 세계 시장점유율을 차지하고 있던 네덜란드의 선박회사 P&O Nedlloyd사와 합병하여 일본우선은 연결 매출액 면에서 2위로 밀려났다. 해외에서의 지명도가 높아 일본 해운업의 대표 회사로 꼽히는 곳도 있다.
전후 주식특정종목 5개사 중 하나였다. 우편기선미쓰비시회사(일본우선의 전신이며 국유회사였던 일본국우편증기선회사와 미쓰비시 상사가 합벽하여 설립됨)는 정부의 지원과 미쓰비시동산의 이익을 바탕으로 적극적인 가격 인하 경쟁을 통하여 미국이나 영국의 명문 해운회사에 억눌려있던 일본의 항해 자주권을 되찾을 수 있었다. 그 후 미쓰이 계열 국책회사인 공동운수회사와 가격 경쟁을 벌였다. 일본의 해운업의 쇠태를 두려워하던 정부의 중개로 양사가 합병하여 일본우선회사가 설립되었다. 그 후에도 구미의 해운회사가 독점하던 세계 항로를 10년도 되지 않는 기간에 거의 모든 세계 주요 도시에 항로를 개설하였다.
선박의 굴뚝에 표시하는 마크(funnel mark)는 백지에 가로로 두개의 빨간색 선으로 구성되어 있다. 우편기선미쓰비시회사와 미쓰이 계열 국책 해운회사 공동운수의 대등합병을 뜻한다.

## 사업소
일본 도쿄에 본사를 두고 있으며, 요코하마, 나고야, 오사카, 고베, 후쿠오카, 타이베이에 지점을, 홋카이도의 도마코마이, 무로란, 쿠시로에 출장소를 두고 있다. 해외 주재, 현지 법인은 미국 뉴욕, 시카고, 로스엔젤레스, 영국 런던, 프랑스 파리, 중국 홍콩, 싱가포르 등에 존재한다.